# Andreas Gustafsson (kulstötare)

För andra personer med samma namn, se Andreas Gustafsson.  
Andreas Gustafsson, född 2 juli 1975, är en svensk kulstötare. Han vann SM i kulstötning inomhus år 2004. Han utsågs 2001 till Stor grabb nummer 453 i friidrott.
Vid Junior-VM i friidrott i Lissabon 1994 tog  han silvermedaljen i kulstötning.
Vid Inomhus-VM 1997 i Paris deltog han men lyckades inte kvalificera sig till final i kulstötning.

## Personliga rekord
| Utomhus - Kula – 19,29 (Stockholm 30 augusti 1997) - Kula – 19,09 (Stockholm 27 maj 1999) - Diskus – 50,30 (Herrljunga 14 juni 1998) | Inomhus - Kula – 18,99 (Malmö 15 februari 1997) - Kula – 18,78 (Eskilstuna 14 februari 1998) |

### Fotnoter
1. 1 2 3 4 5  ”Personsida på IAAF:s webbplats”. iaaf.org. https://www.iaaf.org/athletes/sweden/andreas-gustafsson-20589. Läst 30 november 2016.
2. 1 2 3 4 5 6 7 8  Wiger 2006, s. 125.
3. ↑  ”Stora inne-SM 2004, resultat” (htm). goteborgfriidrott.se. Arkiverad från originalet den 12 november 2016. https://web.archive.org/web/20161112141637/http://www.goteborgfriidrott.se/globalassets/goteborgs-friidrottsforbund/dokument/resultat-och-statistik/resultatarkiv/2006-o-tidigare/040222ism.htm. Läst 21 april 2015.
4. 1 2 3 4  ”Personsida på AllAthletics”. all-athletics.com. Arkiverad från originalet den 1 december 2016. https://web.archive.org/web/20161201013144/http://www.all-athletics.com/node/73977. Läst 30 november 2016.
5. ↑  ”Stora grabbars märke”. friidrott.se. Arkiverad från originalet den 31 mars 2016. https://web.archive.org/web/20160331202525/http://www.friidrott.se/historik/storagrabbar.aspx. Läst 26 januari 2017.
6. ↑  ”Stora Grabbar personpresentation”. storagrabbar.se. http://www.storagrabbar.se/grabbar_10.html. Läst 26 januari 2017.
7. ↑  ”SHOT PUT MEN 6TH IAAF WORLD INDOOR CHAMPIONSHIPS”. iaaf.org. https://www.iaaf.org/results/iaaf-world-indoor-championships/1997/6th-iaaf-world-indoor-championships-1268/men/shot-put/qualification/series. Läst 30 november 2016.